# 日田市立南部中学校
日田市立南部中学校（ひたしりつ なんぶちゅうがっこう）は、大分県日田市銭渕町にある公立中学校。日田市街から三隈川をはさんだ南郊に立地する。

## 沿革
- 1947年（昭和22年） - 開校。

## 通学区域
若宮小学校・日隈小学校・高瀬小学校の3小学校区を含むが、小学校の区割とはズレがある。
- 日田市
  - 高瀬本町、大宮町、琴平町、八幡町、誠和町、銭渕町、京町、大日町、南部町、上野町、串川町1丁目、串川町2丁目（赤米田、銭花を除く）、三隈町、大和町、堀田町、川原町、若宮町、東町1丁目、東町2丁目、中央通3丁目、中ノ島町

## 周辺
- 日田高瀬郵便局

## アクセス
- JR九州久大本線 日田駅から南西へ1.4km
- 日田バス 上銭渕にて下車